# Man Walking Around a Corner
Man Walking Around a Corner (česky Muž jdoucí kolem rohu) je britský němý film z roku 1887. Režisérem je Louis Aimé Augustin Le Prince (1842–1890). Film byl natočen v Paříži. Film trvá necelou minutu.

## Děj
Film zachycuje muže, jak vychází z rohu.